# Beierolpium
Genre
Beierolpium est un genre de pseudoscorpions de la famille des Olpiidae.

## Distribution
Les espèces de ce genre se rencontrent en Afrique subsaharienne, en Océanie, en Asie du Sud-Est et en Amérique du Sud.

## Liste des espèces
Selon Pseudoscorpions of the World (version 3.0) :
- Beierolpium benoiti Mahnert, 1978
- Beierolpium bornemisszai (Beier, 1966)
- Beierolpium clarum (Beier, 1952)
- Beierolpium cyclopium (Beier, 1965)
- Beierolpium deserticola (Beier, 1964)
- Beierolpium flavum Mahnert, 1984
- Beierolpium graniferum (Beier, 1965)
- Beierolpium holmi Mahnert, 1982
- Beierolpium incrassatum (Beier, 1964)
- Beierolpium kerioense Mahnert, 1982
- Beierolpium lawrencei (Beier, 1964)
- Beierolpium novaguineense (Beier, 1935)
- Beierolpium oceanicum (With, 1907)
- Beierolpium rossi (Beier, 1967)
- Beierolpium soudanense (Vachon, 1940)
- Beierolpium squalidum (Beier, 1966)
- Beierolpium tanense Mahnert, 1982
- Beierolpium vanharteni Mahnert, 2007
- Beierolpium venezuelense Heurtault, 1982

## Étymologie
Ce genre est nommé en l'honneur de Max Beier.

## Publication originale
- Heurtault, 1977 : Nouveaux caractères taxonomiques pour la sous-famille des Olpiinae (Arachnides, Pseudoscorpions). Note préliminaire. Comptes Rendus 3e Réunion des Arachnologistes d'Expression française, Les Eyzies, 1976, Académie de Paris, Station Biologique des Eyzies, p. 62-73.